# Ерол Дост
Ерол Дост е български професионален футболист, който играе като полузащитник на ФК „Локомотив“ (София). 

## Биография
Дост започва кариерата си в Локомотив (Пловдив), преди да се премести в Академията на Лудогорец Разград през 2015 г. Дост играе в пет от мачовете в груповата фаза на Младежката лига на УЕФА за отбора U19 през 2016 г.
На 27 май 2017 г. дебютира за Лудогорец II в мач срещу Спартак Плевен. Той беше повишен в първия отбор през лятото на 2017 г. и се присъедини към лагера на първия отбор. Дост дебютира за първия отбор на 5 август 2017 г. в мач срещу ФК Витоша (Бистрица), влизайки като резерва в добавеното време на второто полувреме. Отбелязва първия си гол за Лудогорец на 20 май 2018 г. в последния мач от първенството за сезона срещу Ботев Пловдив.
През 2019 г. е даден под наем в ПФК Етър (Велико Търново), където престоява до 2020 година.
От 2021 година е състезател на ПФК Славия (София).